# 1918
| [ Edytuj tabelę ]                                                | |
| Polska                                                           | - 1915 Generalne Gubernatorstwo Warszawskie 1918 - 1917 Rada Regencyjna 1918 - 1918 Naczelna Rada Ludowa 1919 - 1918 Polska Komisja Likwidacyjna 1919 - 1918 Tymczasowy Komitet Rządzący 1919                           |
| Rada Regencyjna Królestwa Polskiego                              | - 1917 Aleksander Kakowski, Zdzisław Lubomirski, Józef Ostrowski 1918 |
| Naczelnik Państwa                                                | - 1918 Józef Piłsudski 1922 |
| Premier Polski                                                   | - 1917 Jan Kucharzewski 1918 - 1918 Antoni Ponikowski 1918 - 1918 Jan Kanty Steczkowski 1918 - 1918 Józef Świeżyński 1918 - 1918 Władysław Wróblewski 1918 - 1918 Ignacy Daszyński 1918 - 1918 Jędrzej Moraczewski 1919 |
| Generał-gubernator warszawski                                    | - 1915 Hans Hartwig von Beseler 1918 |
| Król Afganistanu                                                 | - 1901 Habibullah Chan 1919 |
| Premier Albanii                                                  | - 1918 Turhan Pasza Përmeti 1920 |
| Współksiążęta Andory                                             | - 1907 Joan Baptista Benlloch i Vivó 1919 - 1913 Raymond Poincaré 1920 |
| Prezydent Argentyny                                              | - 1916 Hipólito Yrigoyen 1922 |
| Premier Australii                                                | - 1915 Billy Hughes 1923 |
| Cesarz Austrii                                                   | - 1916 Karol I Habsburg 1918 |
| Kanclerz Austrii                                                 | - 1918 Karl Renner 1920 |
| Premier Azerbejdżanu                                             | - 1918 Fətəli xan Xoyski 1919 |
| Król Bawarii                                                     | - 1913 Ludwik III 1918 |
| Król Belgów                                                      | - 1909 Albert I 1934 |
| Premier Belgii                                                   | - 1911 Charles de Broqueville 1918 - 1918 Gérard Cooreman 1918 - 1918 Léon Delacroix 1920 |
| Król Bhutanu                                                     | - 1907 Ugyen Wangchuck 1926 |
| Prezydent Boliwii                                                | - 1917 José Gutiérrez Guerra 1920 |
| Prezydent Brazylii                                               | - 1914 Venceslau Brás 1918 |
| Sułtan Brunei                                                    | - 1906 Muhammad Jamalul Alam II 1924 |
| Car Bułgarii                                                     | - 1887 Ferdynand I Koburg 1918 - 1918 Borys III 1943 |
| Premier Bułgarii                                                 | - 1913 Wasił Radosławow 1918 - 1918 Aleksandyr Malinow 1918 - 1918 Teodor Teodorow 1919 |
| Prezydent Chile                                                  | - 1915 Juan Luis Sanfuentes 1920 |
| Prezydent Chin                                                   | - 1917 Feng Guozhang 1918 - 1918 Xu Shichang 1922 |
| Król Czarnogóry                                                  | - 1910 Mikołaj I Petrowić-Niegosz 1918 |
| Premier Czarnogóry                                               | - 1917 Evgenije Popović 1918 |
| Król Czech                                                       | - 1916 Karol I Habsburg 1918 |
| Prezydent Czechosłowacji                                         | - 1918 Tomáš Masaryk 1935 |
| Premier Czechosłowacji                                           | - 1918 Karel Kramář 1919 |
| Król Danii                                                       | - 1912 Chrystian X 1947 |
| Premier Danii                                                    | - 1913 Carl Theodor Zahle 1920 |
| Dalajlama                                                        | - 1878 Thubten Gjaco 1933 |
| Władca Egiptu                                                    | - 1917 Fu’ad I 1936 |
| Premier Egiptu                                                   | - 1914 Husajn Ruszdi Pasza 1919 |
| Prezydent Ekwadoru                                               | - 1916 Alfredo Baquerizo 1920 |
| Premier Estonii                                                  | - 1918 Konstantin Päts 1919 |
| Cesarz Etiopii                                                   | - 1916 Zeuditu (cesarzowa) 1930 |
| Premier Etiopii                                                  | - 1909 Habte Gijorgis 1927 |
| Premier Finlandii                                                | - 1917 Pehr Evind Svinhufvud 1918 - 1918 Juho Kusti Paasikivi 1918 - 1918 Lauri Ingman 1919 |
| Prezydent Francji                                                | - 1913 Raymond Poincaré 1920 |
| Premier Francji                                                  | - 1917 Georges Clemenceau 1920 |
| Król Grecji                                                      | - 1917 Aleksander 1920 |
| Prezydent Gruzji                                                 | - 1918 Nikola Czcheidze 1921 |
| Premier Gruzji                                                   | - 1918 Noe Ramiszwili 1918 - 1918 Noe Żordania 1921 |
| Prezydent Gwatemali                                              | - 1898 Manuel Estrada Cabrera 1920 |
| Prezydent Haiti                                                  | - 1915 Philippe Sudré Dartiguenave 1922 |
| Król Hiszpanii                                                   | - 1886 Alfons XIII 1931 |
| Premier Hiszpanii                                                | - 1917 Manuel García-Prieto 1918 - 1918 Antonio Maura 1918 - 1918 Manuel García-Prieto 1918 - 1918 Álvaro Figueroa Torres 1919                                                                                          |
| Król Holandii                                                    | - 1890 Wilhelmina 1948 |
| Premier Holandii                                                 | - 1913 Pieter Cort van der Linden 1918 - 1918 Charles Ruijs de Beerenbrouck 1925 |
| Prezydent Hondurasu                                              | - 1913 Francisco Bertrand 1919 |
| Szach Iranu                                                      | - 1909 Ahmad Szah 1925 |
| Premier Iranu                                                    | - 1917 Abdol Madżid Mirza 1918 - 1918 Hassan Pirnia 1918 - 1918 Samad Khan Momtaz os-Saltaneh 1918 - 1918 Hassan Pirnia 1920                                                                                            |
| Władca Indii                                                     | - 1910 Jerzy V 1936 |
| Król Irlandii                                                    | - 1910 Jerzy V 1936 |
| Cesarz Japonii                                                   | - 1912 Yoshihito 1926 |
| Premier Japonii                                                  | - 1916 Masatake Terauchi 1918 - 1918 Takashi Hara 1921 |
| Premier Jugosławii                                               | - 1918 Nikola Pašić (tymcz.) 1918 - 1918 Stojan Protić 1919 |
| Kalif                                                            | - 1909 Mehmed V 1918 - 1918 Mehmed VI 1922 |
| Premier Kanady                                                   | - 1911 Robert Borden 1920 |
| Emir Kataru                                                      | - 1913 Abd Allah ibn Kasim Al Sani 1949 |
| Prezydent Kolumbii                                               | - 1914 José Vicente Concha 1918 - 1918 Marco Fidel Suárez 1921 |
| Patriarcha Konstantynopola                                       | - 1913 German V 1918 |
| Gubernator Korei (okupacja japońska)                             | - 1916 Yoshimichi 1919 |
| Prezydent Kostaryki                                              | - 1917 Federico Tinoco Granados 1919 |
| Prezydent Kuby                                                   | - 1913 Mario García Menocal 1921 |
| Prezydent Liberii                                                | - 1912 Daniel Edward Howard 1920 |
| Książę Liechtensteinu                                            | - 1858 Jan II Dobry 1929 |
| Król Litwy                                                       | - 1918 Mendog II 1918 |
| Premier Litwy                                                    | - 1918 Augustinas Voldemaras 1918 - 1918 Mykolas Sleževičius 1919 |
| Wielki książę Luksemburga                                        | - 1912 Maria Adelajda 1919 |
| Premier Luksemburga                                              | - 1917 Léon Kauffman 1918 - 1918 Émile Reuter 1925 |
| Prezydent Łotwy                                                  | - 1918 Kārlis Ulmanis 1919 |
| Premier Łotwy                                                    | - 1918 Kārlis Ulmanis 1921 |
| Sułtan Maroka                                                    | - 1913 Jusuf ibn Hassan 1927 |
| Prezydent Meksyku                                                | - 1914 Venustiano Carranza 1920 |
| Prezydent Mołdawii                                               | - 1917 Ion Inculeț 1918 - 1918 Constantin Stere 1918 |
| Premier Mołdawii                                                 | - 1917 Pantelimon Erhan 1918 - 1918 Daniel Ciugureanu 1918 - 1918 Petru Cazacu 1918 |
| Książę Monako                                                    | - 1889 Albert I 1922 |
| Minister stanu Monako                                            | - 1918 Georges Jaloustre (p.o.) 1919 |
| Chan Mongolii                                                    | - 1911 Bogda Chan 1924 |
| Premier Mongolii                                                 | - 1912 Tögs-Ocziryn Namnansüren 1919 |
| Król Nepalu                                                      | - 1911 Tribhuvan 1950 |
| Premier Nepalu                                                   | - 1901 Chandra Shumsher Jang Bahadur Rana 1929 |
| Cesarz Niemiec                                                   | - 1888 Wilhelm II Hohenzollern 1918 |
| Kanclerz Niemiec                                                 | - 1917 Georg von Hertling 1918 - 1918 Maximilian von Baden 1918 - 1918 Friedrich Ebert 1918 |
| Prezydent Nikaragui                                              | - 1917 Emiliano Chamorro Vargas 1921 |
| Król Norwegii                                                    | - 1905 Haakon VII 1957 |
| Premier Norwegii                                                 | - 1913 Gunnar Knudsen 1920 |
| Premier Nowej Zelandii                                           | - 1912 William Massey 1925 |
| Sułtan Omanu                                                     | - 1913 Tajmur ibn Fajsal 1932 |
| Prezydent Panamy                                                 | - 1916 Ramón Maximiliano Valdés 1918 - 1918 Ciro Luis Urriola (p.o.) 1918 - 1918 Pedro Antonio Díaz (p.o.) 1918 - 1918 Belisario Porras Barahona 1920                                                                   |
| Papież                                                           | - 1914 Benedykt XV 1922 |
| Prezydent Paragwaju                                              | - 1916 Manuel Franco 1919 |
| Prezydent Peru                                                   | - 1915 José Pardo 1919 |
| Premier Południowej Afryki                                       | - 1910 Louis Botha 1919 |
| Prezydent Portugalii                                             | - 1917 Sidónio Pais 1918 - 1918 João do Canto e Castro 1919 |
| Premier Portugalii                                               | - 1917 Sidónio Pais 1918 - 1918 João do Canto e Castro 1918 - 1918 João Tamagnini Barbosa 1919 |
| Król Prus                                                        | - 1888 Wilhelm II 1918 |
| Premier Rosji                                                    | - 1917 Włodzimierz Lenin 1922 |
| Król Rumunii                                                     | - 1914 Ferdynand 1927 |
| Premier Rumunii                                                  | - 1914 Ion I.C. Brătianu 1918 - 1918 Alexandru Averescu 1918 - 1918 Alexandru Marghiloman 1918 - 1918 Constantin Coandă 1918 - 1918 Ion I.C. Brătianu 1919                                                              |
| Król Saksonii                                                    | - 1904 Fryderyk August III Wettyn 1918 |
| Prezydent Salwadoru                                              | - 1913 Carlos Meléndez 1919 |
| Kapitanowie regenci San Marino                                   | - 1917 Angelo Manzoni Borghesi Giuseppe Balducci 1918 - 1918 Ferruccio Martelli Ermenegildo Mularoni 1918 - 1918 Protogene Belloni Francesco Morri 1919                                                                 |
| Sekretarz Stanu do spraw Politycznych i Zagranicznych San Marino | - 1908 Menetto Bonelli 1918 - 1918 Giuliano Gozi 1943 |
| Król Serbii                                                      | - 1903 Piotr Karadziordziewić 1918 |
| Król Serbów, Chorwatów i Słoweńców                               | - 1918 Piotr I 1921 |
| Prezydent Szwajcarii                                             | - 1918 Felix Calonder 1918 |
| Król Szwecji                                                     | - 1907 Gustaw V 1950 |
| Premier Szwecji                                                  | - 1917 Nils Edén 1920 |
| Król Tajlandii                                                   | - 1910 Vajiravudh 1925 |
| Król Tonga                                                       | - 1893 Jerzy Tupou II 1918 - 1918 Salote Tupou III 1965 |
| Premier Tonga                                                    | - 1912 Tevita Tuʻivakano 1923 |
| Sułtan Turków                                                    | - 1909 Mehmed V 1918 - 1918 Mehmed VI 1922 |
| Prezydent Ukrainy                                                | - 1918 Mychajło Hruszewski 1918 - 1918 Pawło Skoropadski 1918 - 1918 Wołodymyr Wynnyczenko 1919 |
| Prezydent Urugwaju                                               | - 1915 Feliciano Viera 1919 |
| Prezydent USA                                                    | - 1913 Woodrow Wilson 1921 |
| Prezydent Wenezueli                                              | - 1914 Victorino Márquez Bustillos 1922 |
| Król Węgier                                                      | - 1916 Karol I 1918 |
| Prezydent Węgier                                                 | - 1918 János Hock 1918 - 1918 Mihály Károlyi 1919 |
| Premier Węgier                                                   | - 1917 Sándor Wekerle 1918 - 1918 János Hadik 1918 - 1918 Mihály Károlyi 1919 |
| Monarcha Wielkiej Brytanii                                       | - 1910 Jerzy V 1936 |
| Premier Wielkiej Brytanii                                        | - 1916 David Lloyd George 1922 |
| Król Włoch                                                       | - 1900 Wiktor Emanuel III 1946 |
| Premier Włoch                                                    | - 1917 Vittorio Emanuele Orlando 1919 |

Rok 1918 / MCMXVIII
stulecia: XIX wiek ~
XX wiek ~
XXI wiek

dziesięciolecia:
1880–1889 •
1890–1899 •
1900–1909 •
1910–1919
• 1920–1929
• 1930–1939
• 1940–1949

lata: 1908 «
1913 «
1914 «
1915 «
1916 «
1917 «
1918
» 1919
» 1920
» 1921
» 1922
» 1923
» 1928

## Wydarzenia w Polsce
- 27 stycznia – powstało Polskie Towarzystwo Geograficzne.
- 4 lutego – Rada Regencyjna wydała ustawę o Radzie Stanu Królestwa Polski
- 12 lutego – rząd Jana Kucharzewskiego podał się do dymisji.
- 15 lutego – przejście byłej II Brygady Legionów na stronę Ententy.
- 16 lutego – Niemcy nałożyli na Warszawę kontrybucję w wysokości 250 tys. marek.
- 6 marca – Jan Kanty Federowicz został prezydentem Krakowa.
- 30 marca – w Przemyślu powstał klub sportowy „Harcerski Klub Sportowy Czuwaj”, dzisiaj znany jako „Kolejowy Klub Sportowy Czuwaj Przemyśl”.
- 4 kwietnia – Rada Regencyjna powołała rząd J.K. Steczkowskiego.
- 9 kwietnia – odbyły się wybory do Rady Stanu Królestwa Polskiego.
- 10/11 maja – w nocy rozpoczęła się bitwa pod Kaniowem.
- 30 maja – założono Związek Legionistów Polskich, organizację zrzeszającą byłych żołnierzy Legionów Polskich.
- 9 lipca – ukazało się pierwsze wydanie krakowskiego „Nowego Dziennika”, polskojęzycznej gazety żydowskiej.
- 25 lipca – na wiecu ludności spisko-orawskiej w Zakopanem uchwalono przyłączenie Orawy i Spiszu do Polski.
- 27 lipca – w Lubline decyzją Zjazdu Biskupów Królestwa Polskiego został powołany Katolicki Uniwersytet Lubelski.
- 31 lipca – utworzono Archiwum Państwowe w Lublinie.
- 15 sierpnia – poświęcenie mariawickiej Świątyni Miłosierdzia i Miłości w Płocku.
- 18 sierpnia – w Krakowie otwarto II wystawę ekspresjonistów.
- 7 października – ogłoszenie niepodległości Królestwa Polskiego przez Radę Regencyjną.
- 11 października – polskie organizacje działające w Rzeszy wydały wspólny komunikat opowiadający się jawnie za niepodległością Polski.
- 12 października – Rada Regencyjna przejęła władzę nad wojskiem polskim.
- 13 października – została utworzona Rzeczpospolita Zakopiańska.
- 19 października:
  - powstała Rada Narodowa Księstwa Cieszyńskiego.
  - Lwów: ukraińscy posłowie do austriackiej Rady Państwa i Izby Panów, Sejmów Krajowych Galicji i Bukowiny sformowali Ukraińską Radę Narodową.
- 20 października – Lwów: Rada Miejska przyjęła rezolucję o przyłączeniu miasta do Polski.
- 23 października – Rząd Jana Kantego Steczkowskiego został odwołany przez Radę Regencyjną.
- 25 października:
  - w Warszawie, Rada Regencyjna Królestwa Polskiego ustanowiła „urząd Szefa Sztabu Wojsk Polskich”[1].
  - Wojciech Korfanty wystąpił w Reichstagu z żądaniem przyłączenia do państwa polskiego wszystkich ziem polskich zaboru pruskiego.
- 28 października – utworzenie w Krakowie Polskiej Komisji Likwidacyjnej.
- 31 października – proces odzyskiwania niepodległości przez Polskę: Tarnów stał się pierwszym oswobodzonym miastem w Polsce porozbiorowej: Polacy rozbroili tam oddziały wojsk austriackich i przejęli władzę, komendantem polskiej załogi został pułkownik Kajetan Amirowicz; tegoż dnia kilka godzin później sytuacja powtórzyła się w Krakowie: rozbrojeni przez poruczników Antoniego Stawarza i Ludwika Iwaszkę Austriacy przekazali władzę w mieście i twierdzy w ręce pułkownika Bolesława Roji, mianowanego komendantem wojska polskiego.
- 31 października – została założona Polska Agencja Telegraficzna.
- 1 listopada – w Płaszowie pod Krakowem zdobyto austriacki tabor pancerny. Powstały z niego pociągi pancerne: „Śmiały” i „Piłsudczyk”.
- 1–2 listopada – na zjeździe połączeniowym organizacji skautowskich w Lublinie utworzono Związek Harcerstwa Polskiego.
- 1–22 listopada – walki o Lwów między Polakami („Orlęta lwowskie”) i Ukraińcami, wygrane przez Polaków. Oblężenie Lwowa przez wojska ukraińskie trwało do czerwca 1919.
- 2–4 listopada – Chełmianie pod wodzą rotmistrza (późniejszego generała) Gustawa Orlicz-Dreszera wyzwalają miasto Chełm spod okupacji austriackiej.
- 3 listopada:
  - próba zamachu stanu podjęta przez rząd Józefa Świeżyńskiego przeciwko Radzie Regencyjnej.
  - powstał Polski Komitet Narodowy we Lwowie.
- 4 listopada – przejęta od zaborców wojskowa stacja radiotelegraficzna w Krakowie nadała pierwsze radiogramy w języku polskim.
- 5 listopada:
  - zawarcie polsko-czeskiej umowy o przeprowadzeniu linii granicznej na Śląsku Cieszyńskim.
  - proces odzyskiwania niepodległości przez Polskę: pierwsza odnotowana akcja lotnictwa niepodległej Polski – tego dnia porucznik pilot Stefan Bastyr i porucznik obserwator Janusz de Beaurain z przejętego lwowskiego lotniska Lewandówka wykonali pierwszy bojowy lot samolotu w polskich barwach (rankiem tego dnia w uruchomionej maszynie porucznik Władysław Toruń gorączkowo przemalował austriackie oznaki na czerwono-białe paski na końcach skrzydeł); dla upamiętnienia tego wydarzenia do 1931 w tym dniu obchodzono Dzień Lotnictwa Polskiego.
- 6 listopada – proces odzyskiwania niepodległości przez Polskę: na wiecu chłopskim radykalni działacze Tomasz Dąbal i ksiądz Eugeniusz Okoń proklamowali Republikę Tarnobrzeską.
- 7 listopada – proces odzyskiwania niepodległości przez Polskę: Ignacy Daszyński stanął na czele utworzonego w Lublinie pod osłoną oddziałów POW Tymczasowego Rządu Ludowego Republiki Polskiej; w jego skład weszli działacze czynnych w „Kongresówce” PPS, PSL „Wyzwolenie” i SNN oraz galicyjskiej PPSD.
- 8 listopada:
  - Józef Piłsudski i Kazimierz Sosnkowski zostali uwolnieni z twierdzy w Magdeburgu.
  - utworzenie w Zagłębiu Dąbrowskim Rad Delegatów Robotniczych.
- 9 listopada – z inicjatywy Mariana Dąbrowskiego powstało w Krakowie Polskie Stronnictwo Republikańskie.
- 10 listopada:
  - na dworzec główny w Warszawie w specjalnym pociągu z Berlina przybył Józef Piłsudski, zwolniony z więzienia w Magdeburgu. Został powitany przez regenta, księcia Zdzisława Lubomirskiego.
  - poprzedzające powstanie wielkopolskie wydarzenia tzw. Republiki Ostrowskiej.
- 10–11 listopada – rozbrojenie sprawującego dotychczas okupację miasta, niemieckiego garnizonu wojskowego w Warszawie.

- 10–26 listopada – bezkrwawy przewrót w Ostrowie Wielkopolskim – tzw. Republika Ostrowska.
- 11 listopada:
  - zakończenie niemieckiej okupacji Królestwa Polskiego. Przekazanie całej administracji okupacyjnej w ręce władz polskich.[2][3]
  - po pertraktacjach Józefa Piłsudskiego z Centralną Radą Żołnierską wojska niemieckie zaczęły wycofywać się z Królestwa Polskiego.
  - Rada Regencyjna przekazała władzę nad podległym jej wojskiem Józefowi Piłsudskiemu.
  - powstała Legia Akademicka.
  - Jarogniew Drwęski został mianowany pierwszym polskim nadburmistrzem Poznania.
- 11–12 listopada – oswobodzenie Łodzi spod okupacji niemieckiej poprzez rozbrojenie stacjonującego w mieście garnizonu.
- 12 listopada:
  - Józef Piłsudski w odezwie skierowanej do obywateli i obywatelek, poinformował o przejęciu komendy nad siłą zbrojną Polski oraz o końcu okupacji Polski. Wyraził apel o zezwolenie okupantom na opuszczenie Polski bez kierowania wobec nich gniewu i zemsty oraz o konieczności zachowania porządku.
  - Rada Regencyjna powierzyła Józefowi Piłsudskiemu misję utworzenia Rządu Narodowego.
  - wyjazd generalnego gubernatora warszawskiego Hansa von Beselera z Warszawy.
- 13 listopada:
  - Komitet Narodowy Polski zostaje uznany przez Francję za rząd de facto, dołączając tym samym do grona zwycięskiej Ententy.
  - PPS zorganizowała w Warszawie wielką demonstrację przeciwko rządom Rady Regencyjnej.
- 14 listopada:
  - samorozwiązanie Rady Regencyjnej i przekazanie pełni władzy Józefowi Piłsudskiemu.
  - Józef Piłsudski mianuje Ignacego Daszyńskiego prezydentem gabinetu ministrów.
- 15 listopada:
  - zmiana nazwy państwa z „Królestwo Polskie” na „Republika Polska”. Monitor Polski nr 204 otrzymuje podtytuł „Dziennik Urzędowy Republiki Polskiej.”
  - papież Benedykt XV wystosował przesłanie do narodu polskiego w chwili odzyskania niepodległości.
- 16 listopada:
  - Józef Piłsudski podpisał depeszę notyfikującą powstanie niepodległego Państwa Polskiego, depesza drogą radiową (przez Szwecję) została wysłana do przywódców mocarstw oraz rządów wszystkich państw walczących oraz neutralnych trzy dni później z aparatu w Cytadeli Warszawskiej, zaraz po opuszczeniu jej przez oddziały niemieckie.
  - w Międzyrzecu Podlaskim wojska niemieckie dokonały pogromu, w którym zginęły co najmniej 44 osoby (22 żołnierzy POW broniących pałacu Potockich i co najmniej kolejne 22 osoby ludności cywilnej).
- 17 listopada:
  - w Warszawie odbyła się, zainicjowana przez Narodową Demokrację, manifestacja, podczas której demonstrowano hasła „rządu prawdziwie narodowego”, „armii narodowej” i „przymierza z koalicją zachodnią”.
  - po dymisji Ignacego Daszyńskiego Józef Piłsudski powołał rząd Jędrzeja Moraczewskiego, który wprowadził w Polsce powszechne prawo wyborcze, ustanowił ośmiogodzinny dzień pracy i zagwarantował legalność związków zawodowych.
- 18 listopada – Józef Piłsudski powołał do życia Straż Kolejową jako pierwszą służbę początkową w niepodległej Polsce.
- 19 listopada:
  - zakończenie wycofywania wojsk niemieckich z terytorium Republiki Polskiej.
  - nadanie z aparatu w Cytadeli Warszawskiej depeszy notyfikującej powstanie niepodległego Państwa Polskiego.
- 21 listopada:
  - rząd Jędrzeja Moraczewskiego wydał manifest zapowiadający reformę rolną i nacjonalizację niektórych gałęzi przemysłu.
  - Polska odzyskała z rąk ukraińskich cały Lwów.
  - nawiązanie stosunków dyplomatycznych pomiędzy Republiką Polską a Niemcami. Harry Kessler jako poseł niemiecki złożył listy uwierzytelniające na ręce Józefa Piłsudskiego.
- 22 listopada:
  - dekretem Józefa Piłsudskiego został powołany urząd Naczelnika Państwa, najwyższej władzy reprezentacyjnej Republiki Polskiej, dekret ten ustalał ustrój republikański odrodzonej Polski (dekret wszedł w życie 29 listopada 1918 r.).
  - w opanowanym przez Polaków Lwowie wybuchły antyżydowskie rozruchy.
- 23 listopada – dekret rządu J. Moraczewskiego wprowadził: 8-godzinny dzień pracy i 46-godzinny tydzień pracy.
- 24 listopada – oddział Wojska Polskiego pod dowództwem kpt. Wacława Zbrowskiego opanował Włodzimierz Wołyński
- 26 listopada – zakończyły się wydarzenia Republiki Ostrowskiej w Ostrowie Wielkopolskim.
- 28 listopada:
  - Tymczasowy Naczelnik Państwa Józef Piłsudski wydał dekret o ordynacji wyborczej do Sejmu Ustawodawczego.
  - powołano do życia Polską Marynarkę Wojenną.
- 29 listopada:
  - Józef Piłsudski objął urząd głowy państwa jako Tymczasowy Naczelnik Państwa. Urząd ten piastował do 20 lutego 1919 roku, kiedy to przez Sejm Ustawodawczy został zatwierdzony jako Naczelnik Państwa.
  - w Warszawie otwarto kawiarnię artystyczną „Pod Picadorem”.
- 1 grudnia:
  - Polskie Stronnictwo Ludowe – Lewica połączyło się z Polskim Stronnictwem Ludowym Piast.
- 1 grudnia – szef Sztabu Generalnego Stanisław Szeptycki wydał rozporządzenie nr 38, ustanawiające szachownicę lotniczą znakiem polskiego lotnictwa wojskowego.
- 3–5 grudnia – Sejm Dzielnicowy w Poznaniu (budynek kina „Apollo”, ul. Piekary). Powołanie Naczelnej Rady Ludowej.
- 5 grudnia – w Warszawie utworzono Ministerstwo Sztuki i Kultury
- 8 grudnia – odbyła się pierwsza inauguracja roku akademickiego na Katolickim Uniwersytecie Lubelskim.
- 8–11 grudnia – XV Zjazd Polskiej Partii Socjalistycznej w Warszawie.
- 10 grudnia:
  - w Poznaniu założono Uniwersytet,
  - założenie Szkoły Głównej Gospodarstwa Wiejskiego,
  - utworzenie Głównego Urzędu Statystycznego.
- 15 grudnia – w związku z napiętą sytuacją w Wielkopolsce rząd zerwał stosunki dyplomatyczne z Niemcami. Jednocześnie podjęto decyzję o konieczności wyboru przedstawicieli polskich z terenu zaboru pruskiego do Sejmu Ustawodawczego.
- 16 grudnia – utworzenie Komunistycznej Partii Robotniczej Polski (zjednoczenie SDKPiL i PPS Lewicy).
- 20 grudnia:
  - Józef Piłsudski, Tymczasowy Naczelnik Państwa wydał dekret w sprawie utworzenia Straży Granicznej.
  - powstała Wojskowa Szkoła Lotnicza.
- 23 grudnia – powstała Flotylla Wiślana.
- 26 grudnia – do Poznania przybył Ignacy Paderewski.
- 27 grudnia – wybuch powstania w Wielkopolsce.
- 28 grudnia – major Stanisław Taczak stanął na czele wojsk powstańczych w Wielkopolsce.
- 29 grudnia – rozpoczął się pierwszy w niepodległej Polsce pobór do wojska.
- 30 grudnia – cały Poznań w ręku powstańców.
- 31 grudnia – w obiegu pieniężnym znajdowało się 9 mld marek polskich. Kurs wynosił 9 marek polskich za dolara amerykańskiego.
- Grudzień – pierwsze starcia oddziałów polskich z Armią Czerwoną.

- Powstał pierwszy Górniczy Klub Sportowy w Polsce – Victoria Jaworzno.

## Wydarzenia na świecie
- 2 stycznia:
  - generałowie Ludendorff i Hindenburg sprzeciwili się na konferencji niemieckiej Rady Koronnej pomysłowi rozwiązania sprawy Polski w oparciu o Austrię. Pod groźbą dymisji uzyskali decyzję włączenia do Niemiec przygranicznych terenów Królestwa Polskiego i pozbawienie go prawa do samodzielnej polityki zagranicznej.
  - spłonęła hala hokejowa Montreal Arena.
- 4 stycznia – Rosja Radziecka uznała niepodległość Finlandii.
- 8 stycznia – czternaście punktów Wilsona: trzynasty punkt mówił o utworzeniu niepodległego państwa polskiego z dostępem do morza na terenach zamieszkanych w większości przez ludność polską.
- 12 stycznia:
  - w Finlandii wszedł w życie akt prawny pod nazwą Mozaika Wyznawców, gwarantujący obywatelom pochodzenia żydowskiego prawa obywatelskie.
  - brytyjskie niszczyciele „HMS Opal” i „HMS Narborough” rozbiły się podczas sztormu w trakcie patrolowania podejść do bazy Scapa Flow; zginęło 188 marynarzy, ocalał jeden.
  - dwa japońskie okręty wojenne wpłynęły do zatoki Złoty Róg koło Władywostoku. Początek japońskiej interwencji na Dalekim Wschodzie.
- 13 stycznia – wojna domowa w Rosji: Krymski Pułk Konny został rozgromiony przez wojsko bolszewickie w bitwie nad rzeką Almą.
- 18 stycznia – w Piotrogrodzie zebrał się pierwszy demokratycznie wybrany rosyjski parlament, który następnego dnia został rozpędzony przez bolszewików.
- 19 stycznia – Rada Komisarzy Ludowych rozwiązała Zgromadzenie Ustawodawcze Rosji.
- 20 stycznia – I wojna światowa: zwycięstwo okrętów brytyjskich nad tureckimi w bitwie morskiej koło Imroz.
- 25 stycznia:
  - Ukraina zadeklarowała niezależność od bolszewickiej Rosji.
  - została rozwiązana węgierska Partia Niepodległości.
- 28 stycznia – przemianowanie Czerwonej Gwardii na Armię Czerwoną.
- 28 stycznia–15 maja – wojna domowa w Finlandii.
- 29 stycznia – wojna ukraińsko-radziecka: w bitwie pod Krutami bolszewicy rozgromili ukraińskich ochotników.
- 1 lutego:
  - Rosja przeszła z kalendarza juliańskiego na kalendarz gregoriański. Kalendarz był wprowadzony poprzez przeskok z pominięciem dni do 14 lutego.
  - I wojna światowa: w serii kolizji okrętów brytyjskiej Royal Navy pod Isle of May zginęło ponad 100 marynarzy.
- 6 lutego – brytyjski parlament przyznał kobietom czynne prawo wyborcze, ograniczone cenzusem wieku – 30 lat (mężczyźni mogli głosować ukończywszy 21. rok życia).
- 8 lutego – wojna ukraińsko-bolszewicka: wojska bolszewickie zdobyły Kijów.
- 9 lutego – I wojna światowa: podpisano układ pokojowy między państwami centralnymi a Ukrainą w Brześciu.
- 10 lutego – Armenia, Azerbejdżan i Gruzja zadeklarowały niezależność jako Zakaukaska Demokratyczna Republika Federacyjna.
- 13 lutego – w południowochińskim mieście Shantou ponad tysiąc osób zginęło w wyniku trzęsienia ziemi o sile 7,3 stopnia w skali Richtera.
- 14 lutego – Rosja Radziecka przyjęła kalendarz gregoriański (1 lutego według kalendarza juliańskiego).
- 16 lutego – Taryba proklamowała niepodległość Litwy. Formalny koniec Unii polsko-litewskiej.
- 19 lutego – powołano Estoński Komitet Ocalenia.
- 21 lutego – wymieranie gatunków: w ogrodzie zoologicznym w Cincinnati padła ostatnia papuga karolińska.
- 23 lutego:
  - Gwardia Czerwona została przekształcona w Robotniczo-Chłopską Armię Czerwoną (RKKA).
  - niemiecki inżynier Artur Scherbius złożył wniosek o opatentowanie wirnikowej maszyny szyfrującej Enigma.
- 24 lutego – po siedmiu wiekach obcych rządów Estonia zadeklarowała niezależność od Rosyjskiego Imperium. Następnego dnia Niemcy okupowały Estonię.
- 25 lutego – wojna domowa w Rosji: oddziały Kozaków dońskich wyszły z Nowoczerkaska i rozpoczęły tzw. Marsz Stepowy, mający na celu uratowanie się przed wygubieniem przez wojska bolszewickie i odbudowę sił do dalszej walki wiosną.
- 1 marca – I wojna światowa: niemiecki okręt podwodny U-19 zatopił krążownik pomocniczy HMS „Calgarian” u wybrzeży Irlandii Północnej (w pobliżu wyspy Rathlin).
- 3 marca – I wojna światowa: w Brześciu podpisano traktat pokojowy między Cesarstwem Niemieckim i Austro-Węgrami oraz ich sojusznikami: Królestwem Bułgarii i Imperium Osmańskim, a Rosyjską Federacyjną Socjalistyczną Republiką Radziecką (RFSRR).
- 4 marca:
  - żołnierz z bazy wojskowej w Fuston w stanie Kansas zachorował, był to pierwszy potwierdzony przypadek grypy hiszpanki.
  - ustanowiono najważniejsze i najstarsze fińskie odznaczenie Order Krzyża Wolności.
- 5 marca:
  - w rewolucyjnej Rosji podjęto decyzję o przeniesieniu stolicy z Piotrogrodu do Moskwy.
  - I wojna światowa: Rumunia podpisała zawieszenie broni z państwami centralnymi.
- 6 marca – powstały Siły Lotnicze Finlandii. Niebieska swastyka staje się pierwszym symbolem lotnictwa Finlandii.
- 7 marca – I wojna światowa: Finlandia zawarła przymierze z Niemcami.
- 9 marca – stolica Rosji została przeniesiona z Piotrogrodu do Moskwy.
- 11 marca – I wojna światowa: złożeniem broni przed Niemcami przez I Korpus Polski w Rosji zakończyły się walki o Bobrujsk.
- 12 marca – utworzony przez bolszewików rząd przeniósł swą siedzibę do Moskwy – Moskwa stała się stolicą bolszewickiej Rosji.
- 13 marca – wojska austriacko-niemieckie zlikwidowały Odeską Republikę Radziecką.
- 19 marca:
  - Kongres Stanów Zjednoczonych ustalił podział kraju na strefy czasowe i wprowadził na czas trwania wojny obowiązek stosowania czasu letniego w celu oszczędzania energii (czas letni wszedł w życie 31 marca).
  - przypadkowa eksplozja bomb głębinowych w czasie rejsu eskortowego u wybrzeża brytyjskiego na niszczycielu USS „Manley” zabiła dowódcę okrętu i 33 członków załogi.
  - założono portugalski klub piłkarski CD Feirense.
- 21 marca:
  - I wojna światowa: rozpoczęła się niemiecka ofensywa na froncie zachodnim.
  - I wojna światowa: rozpoczęła się druga bitwa nad rzeką Sommą, znana też pod nazwą bitwy o Saint-Quentin, trwała do 5 kwietnia i zakończyła się zwycięstwem państw Ententy (pierwsza bitwa nad Sommą – 1 lipca–18 listopada 1916).
  - I wojna światowa: wielkie niemieckie działo, zwane działem paryskim, rozpoczęło ostrzał Paryża z odległości prawie 130 km.
- 22 marca – wojna gruzińsko-osetyjska: wojska gruzińskie zdobyły Cchinwali.
- 23 marca:
  - powstała Dońska Republika Radziecka.
  - Cesarstwo Niemieckie uznało za możliwe uzyskanie przez Litwę niepodległości.
- 25 marca – Białoruś w wyniku pokoju w Brześciu i porozumienia z państwami centralnymi po raz pierwszy w historii (na krótko) ogłosiła niezależność – powstało wówczas państwo białoruskie pod nazwą Białoruska Republika Ludowa.
- 26 marca – została przyjęta flaga stanowa Kentucky.
- 27 marca – parlament Besarabii uchwalił połączenie terytorium z Rumunią.
- 29 marca – I wojna światowa: pocisk z niemieckiego tzw. działa paryskiego trafił w trakcie mszy w kościół St. Gervais położony naprzeciw paryskiego ratusza, powodując zawalenie sklepienia, w wyniku czego zginęło 88 osób, a 68 zostało rannych.
- 31 marca – w Baku wojska bolszewickie rozpoczęły rzeź 12 tysięcy Azerów.
- 1 kwietnia – utworzenie RAF (Królewskich Sił Powietrznych) w Wielkiej Brytanii.
- 3 kwietnia – I wojna światowa: marszałek Ferdynand Foch został głównodowodzącym wojsk Ententy na froncie zachodnim.
- 5 kwietnia – Salote Tupou III została zaprzysiężona jako królowa Tonga.
- 7 kwietnia – nad Morzem Śródziemnym eksplodował niemiecki sterowiec LZ 104; zginęła cała 21-osobowa załoga.
- 9 kwietnia:
  - I wojna światowa: początek francusko-niemieckiej bitwy pod Lys, trwającej trzy tygodnie.
  - I wojna światowa: pod naciskiem okupacyjnych wojsk rumuńskich Rada Krajowa Mołdawii podjęła decyzję o „zjednoczeniu” z Rumunią.
- 12 kwietnia – Niemcy bałtyccy utworzyli samozwańcze Zjednoczone Księstwo Bałtyckie.
- 18 kwietnia – została założona Komunistyczna Partia (bolszewików) Ukrainy.
- 19 kwietnia – przyjęto flagę Litwy.
- 21 kwietnia – I wojna światowa: niemiecki as myśliwski Manfred von Richthofen (znany jako Czerwony Baron) został zestrzelony nad Francją.
- 23 kwietnia – I wojna światowa: Royal Navy przeprowadziła rajd na okupowane przez Niemców belgijskie porty Zeebrugge i Ostenda.
- 24 kwietnia:
  - I wojna światowa: pod Villers-Bretonneux doszło do brytyjsko-niemieckiej pierwszej bezpośredniej bitwy pancernej.
  - powstała holenderska Polityczna Partia Protestantów (SGP).
- 25 kwietnia:
  - Armia Czerwona zlikwidowała Krymską Republikę Ludową.
  - papież Benedykt XV mianował Achille Rattiego (późniejszego papieża Piusa XI) wizytatorem apostolskim na Polskę.
- 27 kwietnia – w Rosji Radzieckiej znacjonalizowano handel zagraniczny.
- 28 kwietnia:
  - I wojna światowa: wojska niemieckie obaliły Ukraińską Centralną Radę.
  - Sidónio Pais został prezydentem Portugalii.
- 29 kwietnia:
  - I wojna światowa: zwycięstwo aliantów w bitwie pod Lys.
  - I wojna światowa: na Ukrainie utworzono tzw. Hetmanat pod protektoratem niemieckim.
- 30 kwietnia:
  - obalony car Mikołaj II Romanow i jego rodzina zostali przewiezieni przez bolszewików z Tobolska do Jekaterynburga i uwięzieni w domu kupca Ipatiewa.
  - powstała Turkiestańska ASRR.
- 1 maja:
  - I wojna światowa: niemieckie oddziały zajęły tereny wokół rzeki Don, 6 maja wkroczyły do Rostowa nad Donem.
  - w Tokio otwarto Park Inokashira.
- 2 maja – General Motors kupił Chevrolet Motor Company.
- 4 maja – I wojna światowa: Ferdynand Foch został naczelnym wodzem sił ententy na wszystkich frontach.
- 5 maja – w pierwszym finale piłkarskiego pucharu Francji Olympique de Paris pokonał FC Lyon 3:0.
- 7 maja – Rumunia i państwa centralne podpisały w Bukareszcie traktat pokojowy kończący udział Rumunii w wojnie po stronie ententy.
- 10 maja – I wojna światowa: Brytyjczycy przeprowadzili drugi rajd na okupowane przez Niemców belgijskie porty Ostenda i Zeebrugge.
- 11 maja:
  - I wojna światowa: kapitulacja II Brygady Legionów Polskich przed wojskami niemieckimi w bitwie pod Kaniowem na Ukrainie.
  - oficjalnie ogłoszono niezależność od bolszewickiej Rosji Republiki Górskiej Północnego Kaukazu.
- 15 maja:
  - porażką komunistów zakończyła się wojna domowa w Finlandii.
  - Amerykański Serwis Pocztowy (ang. United States Postal Service) rozpoczął regularną obsługę klientów (pomiędzy miastami Nowy Jork, Filadelfia i Waszyngtonem) pocztą lotniczą.
- 17 maja – powstała szwedzka wytwórnia filmowa Skandia.
- 18 maja – powstała Republika Dońska.
- 20 maja – przez małą miejscowość Codell w stanie Kansas po raz trzeci z rzędu przeszło tornado. Zbiegiem okoliczności tornado uderzało w tę miejscowość 20 maja w latach: 1916, 1917, 1918.
- 21 maja:
  - I wojna światowa: rozpoczęła się turecko-ormiańska bitwa pod Sardarapatem.
  - I wojna światowa: w twierdzy Bobrujsk skapitulował przed Niemcami I Korpus Polski w Rosji.
- 23 maja – I wojna światowa: zwycięstwem Ormian nad Turkami zakończyła się bitwa pod Abaranem.
- 24 maja:
  - I wojna światowa: rozpoczęła się turecko-ormiańska bitwa pod Karakilisa.
  - I wojna światowa: zwycięstwo ormiańskich ochotników nad wojskami tureckimi w bitwie pod Sardarapatem.
  - Budapeszt: premiera opery Zamek Sinobrodego Béli Bartóka.
  - powstała Południowoamerykańska Konfederacja Lekkoatletyczna.
- 26 maja – została proklamowana Demokratyczna Republika Gruzji z siedzibą w Tyflisie. Secesja Gruzji z Zakaukaskiej Demokratycznej Republiki Federacyjnej oznaczała de facto likwidację republiki.
- 27 maja – I wojna światowa: rozpoczęła się trzecia bitwa we francuskim departamencie Aisne.
- 28 maja – Armenia i Azerbejdżan proklamowały niezależność jako republiki, odpowiednio jako – Demokratyczna Republika Armenii i Demokratyczna Republika Azerbejdżanu.
- 29 maja – przyjęto flagę Finlandii.
- 30 maja – przedstawiciele czeskiej i słowackiej emigracji w Stanach Zjednoczonych podpisali umowę pittsburską, przewidującą powstanie Czechosłowacji.
- 31 maja – I wojna światowa: zadebiutował na polu bitwy czołg Renault FT-17.
- 1 czerwca – Gérard Cooreman(inne języki) został premierem Belgii.
- 1–26 czerwca – I wojna światowa: bitwa o wzgórze Belleau Wood (Château-Thierry), w której oddziały armii amerykańskiej, francuskiej i brytyjskiej odniosły zwycięstwo nad Niemcami.
- 3 czerwca – ogłoszono Deklarację wersalską dotyczącą utworzenia niepodległej Polski po I wojnie światowej.
- 6 czerwca – I wojna światowa: zakończyła się III bitwa pod Aisne.
- 10 czerwca – I wojna światowa: austro-węgierski pancernik SMS „Szent István” został zatopiony na Adriatyku przez włoski kuter torpedowy; zginęło 89 członków załogi.
- 12 czerwca – Rosja Radziecka zawarła preliminaryjny pokój z Państwem Ukraińskim.
- 13 czerwca – na rozkaz Lenina wielki książę Michał Aleksandrowicz Romanow został rozstrzelany przez czekistów.
- 15 czerwca – I wojna światowa: rozpoczęła się bitwa nad Piawą.
- 17 czerwca – została założona Łotewska Socjaldemokratyczna Partia Robotnicza (LSDSP).
- 22 czerwca – w zderzeniu dwóch pociągów pod Hammond w amerykańskim stanie Indiana zginęło 86 osób, a 127 zostało rannych.
- 23 czerwca – I wojna światowa: zwycięstwem wojsk alianckich zakończyła się bitwa nad Piawą.
- 24 czerwca – Noe Żordania został premierem Gruzji.
- 27 czerwca – kanadyjski statek szpitalny HMHS „Llandovery Castle” został zatopiony na północnym Atlantyku przez niemieckiego U-Boota, w wyniku czego zginęły 234 osoby.
- czerwiec – I wojna światowa: II bitwa o Monte Grappa.
- 3 lipca – rozpoczęła się syberyjska ekspedycja armii japońskiej, której jednym z celów było wyciągnięcie Korpusu Czechosłowackiego z ogarniętej rewolucją Rosji.
- 4 lipca – po śmierci sułtana Mehmeda V, ostatnim sułtanem Imperium Osmańskiego został Mehmed VI.
- 8 lipca – I wojna światowa: Ernest Hemingway służący na froncie włoskim jako kierowca Czerwonego Krzyża został ciężko zraniony odłamkami pocisku moździerzowego.
- 9 lipca – doszło do katastrofy kolejowej w Nashville w stanie Tennessee, zginęło 101 osób.
- 10 lipca – została uchwalona konstytucja Rosji bolszewickiej.
- 11 lipca – niemiecki książę Wilhelm von Urach został przez Tarybę ogłoszony królem Litwy jako Mendog II.
- 13 lipca – w Pradze powstała Czeska Rada Narodowa, która ogłosiła program niezawisłości i zażądała od Austrii uznania suwerenności Czech.
- 15 lipca – I wojna światowa: rozpoczęła się II bitwa nad Marną.
- 16/17 lipca – w nocy, na rozkaz Lenina komuniści wymordowali całą rodzinę carską: cara Mikołaja II, żonę Aleksandrę Fiodorowną i piątkę ich dzieci.
- 17 lipca – I wojna światowa: został storpedowany statek pasażerski RMS Carpathia.
- 26 lipca – I wojna światowa: na wniosek dowództwa wojsk niemieckich okupujących Gruzję została rozwiązana Polska Oddzielna Brygada na Kaukazie.
- Sierpień – epidemia grypy hiszpanki przeradza się w pandemię.
- 1 sierpnia:
  - brytyjskie oddziały okupują Archangielsk w Rosji. 10 sierpnia dowódca tych oddziałów otrzymuje rozkaz udzielenia pomocy Białej Rosji.
  - Emma Susan Daugherty Banister, jako pierwsza kobieta w USA, obejmuje stanowisko szeryfa po swym zmarłym mężu.
- 8 sierpnia – I wojna światowa: w bitwie pod Amiens we Francji oddziały kanadyjskie wspierane przez Australijczyków rozpoczynają serię zwycięstw, przełamując niemiecką linię obrony. Niemiecki generał Erich Ludendorff później nazwie tę kampanię „czarnym dniem niemieckiej armii”.
- 18 sierpnia – dokonano oblotu francuskiego bombowca Martin MB-1.
- 28 sierpnia – założono bułgarski klub piłkarski Spartak Warna.
- 29 sierpnia – dekret radzieckiej Rady Komisarzy Ludowych RFSRR anulował akty rozbiorowe Polski i przyznał Finlandii prawo do niepodległości.
- 30 sierpnia:
  - strajk 20 tys. londyńskich policjantów, którzy domagali się podwyżek i utworzenia związków zawodowych.
  - Fanny Kapłan przeprowadziła nieudany zamach na Lenina podczas wiecu w Zakładach Michelsona w Moskwie. W tym samym dniu został przeprowadzony udany zamach na Moisieja Urickiego, szefa Czeka w Piotrogrodzie.
- 7 września – powstała Rosyjska Agencja Telegraficzna.
- 11 września – drużyna Boston Red Sox pokonała Chicago Cubs w walce o trofeum baseballowe World Series, na następne zwycięstwo tej drużyny w World Series trzeba było czekać do roku 2004. Boston Red Sox zwyciężyła również w roku 2007.
- 16 września – ustanowiono Order Czerwonego Sztandaru, pierwsze radzieckie odznaczenie.
- 20 września – w trakcie słuchania spowiedzi na ciele ojca Pio po raz pierwszy pojawiły się stygmaty – 5 krwawiących ran, znajdujących się w miejscach ran Chrystusa zadanych mu podczas ukrzyżowania.
- 21 września – I wojna światowa: wojska brytyjskie rozgromiły Turków w bitwie pod Megiddo.
- 29 września – I wojna światowa: Bułgaria po zwycięstwie armii francuskiej i serbskiej pod Dobro Polem poprosiła o zawieszenie broni.
- 30 września – I wojna światowa: Bułgaria podpisała rozejm.
- 1 października – I wojna światowa: armia arabska wraz z brytyjskim Camel Corps zajęła Damaszek, kończąc kilkusetletnie panowanie tureckie.
- 3 października:
  - car Bułgarii Ferdynand I Koburg abdykował na rzecz swego syna Borysa III.
  - cesarz i król Prus Wilhelm II Hohenzollern mianował księcia Maximiliana von Baden kanclerzem Cesarstwa Niemieckiego i premierem Prus.
- 8 października – I wojna światowa: rozpoczęła się bitwa pod Cambrai.
- 9 października – I wojna światowa: morderstwo Michaiła Aleksiejewa.
- 10 października – I wojna światowa: na Zatoce Dublińskiej, po storpedowaniu przez niemiecki okręt podwodny UB-123(inne języki) zatonął statek pasażerski RMS „Leinster”; zginęło 501 osób.
- 11 października – miasto Mayaguez, na zachodnim wybrzeżu Portoryko, zostaje zniszczone przez trzęsienie ziemi o sile 7,5 stopnia w skali Richtera i następujące po nim tsunami.
- 16 października – Karol I wydał manifest o utworzeniu luźnej federacji poszczególnych części składowych Austro-Węgier.
- 18 października – Deklaracja Waszyngtońska proklamowała niezależność Republiki Czecho-Słowackiej.
- 21 października – Rosja Radziecka: powołanie przez Lenina wywiadu wojskowego.
- 24 października – I wojna światowa: Włosi rozpoczęli ofensywę nad Piawą, co doprowadziło do III bitwy o Monte Grappa.
- 25 października – parowiec SS „Princess Sophia” zatonął w pobliżu miejscowości Juneau u wybrzeża Alaski, 353 osoby zginęły.
- 28 października – Republika Czecho-Słowacka zadeklarowała niezależność od Austro-Węgier.
- 29 października – parlament chorwacki uchwalił wraz z Dalmacją, Serbią i Słowenią utworzenie Jugosławii.
- 30 października:
  - została opublikowana Deklaracja martińska, która włącza Słowację do państwa Czecho-Słowackiego.
  - północny Jemen uzyskał niepodległość, jako Królestwo Mutawakkilite Jemenu, od Imperium Osmańskiego, co było wynikiem Traktatu z Mudros (od nazwy miejscowości na greckiej wyspie Lesbos).
  - I wojna światowa: Włosi pokonali Austriaków pod Veneto.
- 31 października – zwycięstwo „rewolucji astrów” na Węgrzech: Węgry proklamowały niepodległość od Austro-Węgier; arcyksiążę Józef August Habsburg zrzekł się władzy, premier Sándor Wekerle(inne języki) złożył urząd, obwiniany o wciągnięcie państwa do wojny były premier István Tisza został zamordowany; na czele nowego rządu stanął (mianowany telefonicznie przez cesarza Karola I) przywódca Węgierskiej Rady Narodowej Mihály Károlyi.
- 1 listopada:
  - kolejne terytorium zadeklarowało oderwanie się od monarchii austro-węgierskiej: niepodległość proklamowała Zachodnioukraińska Republika Ludowa, od początku będąca w ostrym konflikcie terytorialnym z odradzającą się Polską; walkami we Lwowie rozpoczęła się wojna polsko-ukraińska.
  - połączone siły Serbii, Francji, Wielkiej Brytanii i Grecji odbiły Belgrad.
  - doszło do katastrofy kolejowej w Nowym Jorku w dzielnicy Brooklyn, co najmniej 93 osoby zginęły.
  - powstało Królestwo Jemenu.
- 2 listopada – powstała I Republika Litewska.
- 3 listopada:
  - I wojna światowa: Austro-Węgry rozpoczynały negocjacje z państwami Ententy o warunkach kapitulacji.
  - rewolucja listopadowa: bunt marynarzy floty niemieckiej stacjonującej w Kilonii rozpoczyna rewolucję w Niemczech.
- 4 listopada – I wojna światowa: Austro-Węgry poddały się Włochom.
- 7 listopada – rewolucja listopadowa: lider rewolucji w Bawarii Kurt Eisner zadeklarował powstanie Wolnego Państwa Bawarii (Freistaat Bayern).
- 8 listopada:
  - rewolucja listopadowa: niemiecka armia wypowiada posłuszeństwo cesarzowi Wilhelmowi II Hohenzollernowi.
  - Józef Piłsudski i Kazimierz Sosnkowski zostali uwolnieni z twierdzy w Magdeburgu.
- 9 listopada:
  - rewolucja listopadowa: cesarz Wilhelm II Hohenzollern abdykował i wybrał życie na wygnaniu w Holandii.
  - rewolucja listopadowa: Philipp Scheidemann proklamuje republikę w Niemczech (Republika Weimarska).
  - rewolucja listopadowa: Karl Liebknecht, z balkonu pałacu cesarskiego, proklamował powstanie Wolnej Socjalistycznej Republiki.
  - w Użhorodzie powstała tzw. Rada Węgro-Ruskiego Narodu na czele z Eugeniuszem Szabo, Augustynem Wołoszynem i Augustynem Stephanem.
- 11 listopada:
  - kapitulacja Niemiec i zakończenie I wojny światowej.
  - ostatni władca Austro-Węgier, Karol I Habsburg wyrzekł się władzy absolutnej, lecz nie abdykował (Imperium Habsburgów przestało istnieć).
- 12 listopada – Austria stałą się republiką z socjaldemokratą Karlem Rennerem na czele.
- 13 listopada:
  - król Karol I Habsburg (jako król Węgier – Karol IV, jako król Czech – Karol III) wygłosił na zamku Eckartsau deklarację, w której oddawał wszystkie swoje kompetencje i władztwo nad Węgrami, dwa dni wcześniej to samo uczynił w austriackim parlamencie.
  - abdykował ostatni król Saksonii Fryderyk August III.
  - uchwalono tymczasową konstytucję Zachodnioukraińskiej Republiki Ludowej.
- 14 listopada – Czechosłowacja staje się Republiką Czecho-Słowacką.
- 15 listopada – Delfim Moreira został prezydentem Brazylii.
- 16 listopada – Węgry zadeklarowały niezależność od Austrii i stały się republiką.
- 18 listopada – Łotwa zadeklarowała niezależność od Rosji.
- 21 listopada – powstały Estońskie Siły Powietrzne.
- 22 listopada:
  - Związek Spartakusa przekształcił się w Komunistyczną Partię Niemiec.
  - oddziały francuskie wkroczyły do Strasburga.
  - po wojnie belgijska rodzina królewska wróciła do Brukseli.
- 24 listopada – założono Komunistyczną Partię Węgier.
- 25 listopada – Wojwodina dołączyła do Królestwa Serbii.
- 26 listopada:
  - Wielkie Zgromadzenie Serbskie uchwaliło w Podgoricy włączenie Czarnogóry do Serbii.
  - Wielkie Zgromadzenie Narodowe podjęło decyzję o detronizacji króla Czarnogóry Mikołaja I Petrowić-Niegosza i dynastii Petrowiczów oraz połączeniu Czarnogóry z Serbią.
- 28 listopada:
  - Wojna estońsko-bolszewicka: Armia Czerwona Bolszewickiej Rosji wtargnęła do Estonii, następnego dnia w Narwie proklamowano Estońską Komunę Robotniczą (Eesti Töörahva Kommuun).
  - powstał Tymczasowy Robotniczo-Chłopski Rząd Ukrainy.
- 30 listopada – Ernest Ansermet, szwajcarski dyrygent, po raz pierwszy dyrygował orkiestrą Orchestre de la Suisse Romande w Genewie.
- 1 grudnia:
  - proklamowano Królestwo Islandii w unii personalnej z Danią.
  - weszło w życie nowe prawo do głosowania w Szwecji, uniezależniające prawo do głosowania od statusu majątkowego – jedna osoba, jeden głos.
  - w Alba Iulia po włączeniu Siedmiogrodu, Kriszana, Maramureș, Banat, Besarabii i Bukowiny do Państwa Rumuńskiego proklamowano „Wielką Rumunię” (România Mare).
  - powstało Królestwo Serbów, Chorwatów i Słoweńców w 1929 przemianowane na Jugosławię.
- 4 grudnia – prezydent USA Woodrow Wilson wyruszył w podróż morską do Europy na Paryską Konferencję Pokojową, była to pierwsza podróż urzędującego prezydenta Stanów Zjednoczonych do Europy.
- 7 grudnia
  - rozpoczęła się wojna armeńsko-gruzińska.
  - w Pradze sformowano Gwardię Zamkową
- 12 grudnia:
  - rząd nowo powstałej Republiki Weimarskiej wydał ustawę ws. utworzenia ochotniczej, republikańskiej Straży Narodowej (Volkswehr).
  - Carl Gustaf Mannerheim został, jako regent Królestwa Finlandii, pierwszą głową państwa po uzyskaniu niepodległości.
- 14 grudnia:
  - abdykował król elekt Finlandii Fryderyk Karol Heski.
  - prezydent Portugalii Sidónio Pais został zastrzelony na dworcu kolejowym w Lizbonie.
- 20 grudnia – Tomáš Masaryk, późniejszy prezydent Czechosłowacji, powrócił do kraju.
- 28 grudnia – Constance Markiewicz, jako pierwsza kobieta została wybrana do brytyjskiego parlamentu – Izby Gmin.
- 31 grudnia – zakończyła się wojna armeńsko-gruzińska.

- Początek epidemii grypy hiszpanki (zakończona w 1919), zmarło ok. 20–25 mln osób.
- Rozpoczęła się brytyjska okupacja Palestyny.

## Urodzili się
- 2 stycznia – Adam Bahdaj, polski pisarz, tłumacz (zm. 1985)
- 3 stycznia:
  - Iwan Bodiul, mołdawski i radziecki polityk (zm. 2013)
  - Jerzy Dziewicki, polski dziennikarz, publicysta (zm. 1985)
- 11 stycznia – John Mackey, nowozelandzki duchowny katolicki (zm. 2014)
- 12 stycznia – Maharishi Yogi, indyjski guru (zm. 2008)
- 13 stycznia – Samuel Greenhouse – amerykański statystyk (zm. 2000)
- 15 stycznia:
  - Edouard Gagnon, kanadyjski kardynał (zm. 2007)
  - Guillermo Lovell, argentyński bokser (zm. 1967)
  - Gamal Abdel Naser, egipski oficer i polityk, prezydent Egiptu (zm. 1970)
  - João Baptista de Oliveira Figueiredo, brazylijski generał, polityk, prezydent Brazylii (zm. 1999)
- 16 stycznia – Józef Stebelski, polski generał dywizji (zm. 1977)
- 17 stycznia:
  - Helena Marusarzówna, polska narciarka, żołnierz ZWZ-AK, kurierka tatrzańska (zm. 1941)
  - Ivan Vidav, słoweński matematyk (zm. 2015)
- 19 stycznia – Tadeusz Góra, polski szybownik, pilot Dywizjonu 316 (zm. 2010)
- 21 stycznia – Richard Winters, oficer armii USA (zm. 2011)
- 23 stycznia – Gertrude Belle Elion, amerykańska lekarka, farmakolog, laureatka Nagrody Nobla (zm. 1999)
- 25 stycznia – Kazimierz Regulski, polski pułkownik (zm. 2015)
- 26 stycznia:
  - Philip José Farmer, amerykański pisarz science fiction i fantasy (zm. 2009)
  - Nicolae Ceaușescu, prezydent Rumunii (zm. 1989)
- 27 stycznia – Antonín Mrkos, czeski astronom, meteorolog, polarnik, ratownik górski i taternik (zm. 1996)
- 29 stycznia – John Forsythe, amerykański aktor (zm. 2010)
- 1 lutego:
  - Muriel Spark, szkocka powieściopisarka (zm. 2006)
  - Ignacy Tokarczuk, polski duchowny katolicki, arcybiskup przemyski (zm. 2012)
- 2 lutego – Hella S. Haasse, holenderska pisarka (zm. 2011)
- 3 lutego – Joey Bishop, amerykański aktor (zm. 2007)
- 5 lutego – Tim Holt, amerykański aktor (zm. 1973)
- 6 lutego:
  - Lothar-Günther Buchheim, niemiecki pisarz malarz i kolekcjoner (zm. 2007)
  - Zdzisław Langhamer, polski podporucznik pilot, as myśliwski (zm. 1984)
- 9 lutego – Janina Zagrodzka-Kawa, polsko-norweska tłumaczka literatury i poetka (zm. 2020)
- 10 lutego:
  - Stanisława Gierek, polska pierwsza dama (zm. 2007)
  - Jan Koprowski, polski pisarz, publicysta, krytyk literacki, tłumacz (zm. 2004)
  - Tadeusz Lesisz, polski architekt, urbanista (zm. 2009)
  - Kazimierz Mikulski, polski malarz, rysownik, scenograf (zm. 1998)
- 12 lutego – Julian Schwinger, amerykański fizyk, laureat Nagrody Nobla (zm. 1994)
- 14 lutego:
  - Andrzej Benesz, polski działacz społeczny i żeglarski, polityk, wicemarszałek Sejmu PRL (zm. 1976)
  - Aleksander Wąsowicz, polski pilot wojskowy i doświadczalny (zm. 1963)
- 15 lutego:
  - Allan Arbus, amerykański aktor (zm. 2013)
  - Janina Boniakowska, polska poetka ludowa (zm. 2011)
- 16 lutego – Karsten Konow, norweski żeglarz, medalista olimpijski (zm. 1945)
- 17 lutego – Wołodymyr Szczerbycki, ukraiński i radziecki polityk (zm. 1990)
- 18 lutego – Mariano Mores, argentyński kompozytor i pianista (zm. 2016)
- 19 lutego – Fay McKenzie, amerykańska aktorka (zm. 2019)
- 20 lutego – Ben Klassen, założyciel Światowego Kościoła Twórcy (zm. 1993)
- 22 lutego – Robert Wadlow, najwyższy znany człowiek na świecie (zm. 1940)
- 24 lutego:
  - Edward Kisiel, polski duchowny katolicki, arcybiskup białostocki (zm. 1993)
  - Adam Rysiewicz, polski działacz niepodległościowy i socjalistyczny (zm. 1944)
- 25 lutego – Bobby Riggs, amerykański tenisista (zm. 1995)
- 26 lutego – Theodore Sturgeon, amerykański pisarz science fiction (zm. 1985)
- 27 lutego – Aleksander Arkuszyński, polski generał brygady Wojska Polskiego, kawaler orderu Virtuti Militari (zm. 2016)
- 2 marca – Stefan Antosiewicz, polski funkcjonariusz aparatu bezpieczeństwa Polski Ludowej (zm. 1998)
- 3 marca – Arthur Kornberg, amerykański biochemik i lekarz, laureat Nagrody Nobla (zm. 2007)
- 4 marca – Margaret Osborne DuPont, amerykańska tenisistka, wielokrotna zwyciężczyni turniejów wielkoszlemowych (zm. 2012)
- 5 marca:
  - Milt Schmidt, kanadyjski hokeista (zm. 2017)
  - James Tobin, amerykański ekonomista, laureat Nagrody Nobla (zm. 2002)
- 9 marca – Mickey Spillane, amerykański pisarz, autor powieści kryminalnych (zm. 2006)
- 16 marca:
  - Ariadna Demkowska-Bohdziewicz, polska tłumaczka, scenarzystka filmowa (zm. 1999)
  - Aldo van Eyck, holenderski architekt (zm. 1999)
  - Stanisław Kowalewski, polski pisarz (zm. 2003)
  - Frederick Reines, amerykański fizyk, laureat Nagrody Nobla (zm. 1998)
- 17 marca:
  - Ross Bass, amerykański polityk, senator ze stanu Tennessee (zm. 1993)
  - Zbigniew Pitera, polski krytyk filmowy (zm. 2014)
- 20 marca – Marian McPartland, amerykańska pianistka i kompozytorka pochodzenia angielskiego (zm. 2013)
- 21 marca:
  - Benedykt Kozielski, polski działacz społeczny, więzień KL Auschwitz (zm. 2004)
  - Albert Marvelli, włoski działacz Akcji Katolickiej, błogosławiony (zm. 1946)
  - Jerzy Twardowski, polski reżyser dubbingowy, publicysta (zm. 1991)
- 22 marca – Cheddi Jagan, gujański polityk (zm. 1997)
- 28 marca – Sam Walton, amerykański biznesmen (zm. 1992)
- 31 marca – Ted Post, amerykański reżyser filmowy (zm. 2013)
- 7 kwietnia – Bobby Doerr, amerykański baseballista (zm. 2017)
- 8 kwietnia – Betty Ford, żona Gerarda Forda (zm. 2011)
- 9 kwietnia – Jørn Utzon, duński architekt modernistyczny, laureat Nagrody Pritzkera (zm. 2008)
- 10 kwietnia – Zdzisław Marciniak, polski wykładowca Politechniki Warszawskiej (zm. 2020)
- 14 kwietnia – Mary Healy, amerykańska aktorka i piosenkarka (zm. 2015)
- 17 kwietnia:
  - Wiktor Boniecki, polski ekonomista, działacz komunistyczny, prezydent Krakowa (zm. 1997)
  - William Holden, amerykański aktor (zm. 1981)
- 18 kwietnia:
  - Lénore Aubert, amerykańska aktorka, modelka (zm. 1993)
  - Gabriel Axel, duński reżyser (zm. 2014)
  - Shinobu Hashimoto, japoński reżyser, scenarzysta i producent filmowy (zm. 2018)
  - Folke Wassén, szwedzki żeglarz, medalista olimpijski (zm. 1969)
- 20 kwietnia:
  - Ludwik Konarzewski (junior), polski malarz, rzeźbiarz i pedagog plastyczny (zm. 1989)
  - Kai Manne Börje Siegbahn, szwedzki fizyk, laureat Nagrody Nobla (zm. 2007)
- 23 kwietnia – Maurice Druon, francuski pisarz i polityk (zm. 2009)
- 26 kwietnia – Fanny Blankers-Koen, lekkoatletka holenderska (zm. 2004)
- 7 maja – Henryk Alszer, polski piłkarz (zm. 1959)
- 9 maja – Maria Lesiecka, polsko-rumuńska działaczka niepodległościowa (zm. 2008)
- 10 maja – Thomas Berry Brazelton, amerykański pediatra (zm. 2018)
- 11 maja – Richard Feynman, fizyk teoretyk amerykański, jeden z głównych twórców elektrodynamiki kwantowej, laureat Nagroda Nobla (zm. 1988)
- 12 maja – Julius Rosenberg, szpieg skazany na śmierć za szpiegostwo na rzecz Związku Radzieckiego (zm. 1953)
- 13 maja – Alicja Iwańska, polska poetka, pisarka, socjolog, filozof (zm. 1996)
- 15 maja – Joseph Wiseman, kanadyjski aktor, odtwórca tytułowej roli Dr. No. (zm. 2009)
- 17 maja – Birgit Nilsson, szwedzka śpiewaczka operowa (zm. 2005)
- 18 maja – Helena Makowska-Fijewska, polska aktorka (zm. 1993)
- 20 maja – Edward B. Lewis, genetyk amerykański, laureat Nagrody Nobla (zm. 2004)
- 27 maja – Yasuhiro Nakasone, polityk japoński (zm. 2019)
- 2 czerwca – Władysław Ogrodziński, polski pisarz (zm. 2012)
- 5 czerwca – Theodore Wilbur Anderson, amerykański statystyk i ekonometra (zm. 2016)
- 6 czerwca – Edwin G. Krebs, amerykański biochemik i lekarz, laureat Nagrody Nobla (zm. 2009)
- 10 czerwca – Patachou (właśc. Henriette Ragon), francuska piosenkarka i aktorka (zm. 2015)
- 14 czerwca – Anna Wernerowa, polska poetka (zm. 1999)
- 18 czerwca:
  - Jerome Karle, amerykański fizyko-chemik, laureat Nagrody Nobla (zm. 2013)
  - Franco Modigliani, ekonomista amerykański pochodzenia włoskiego, laureat Nagrody Nobla (zm. 2003)
- 21 czerwca:
  - Tibor Szele(inne języki), węgierski matematyk (zm. 1955)[4]
  - Josephine Webb, amerykańska inżynier elektryk (zm. 2017)
- 24 czerwca – Jan Kulik, polski duchowny katolicki, biskup pomocniczy łódzki (zm. 1995)
- 26 czerwca:
  - Leo Rosner, polsko-australijski muzyk pochodzenia żydowskiego (zm. 2008)
  - Barbara Sowa, polska działaczka konspiracji niepodległościowej w czasie II wojny światowej, uczestniczka powstania warszawskiego (zm. 2024)
- 27 czerwca – Adolph Kiefer, amerykański pływak (zm. 2017)
- 4 lipca:
  - Taufaʻahau Tupou IV, król Tonga (zm. 2006)
  - Abigail Van Buren, amerykańska dziennikarka, felietonistka (zm. 2013)
- 5 lipca:
  - Czesław Blicharski, polski lotnik (zm. 2015)
  - George Rochberg, kompozytor amerykański (zm. 2005)
- 7 lipca – Halina Popławska, polska pisarka (zm. 2017)
- 9 lipca – Czesław Marchaj, polski ekspert od teorii żeglowania (zm. 2015)
- 12 lipca – Mary Alison Glen-Haig, brytyjska działaczka sportowa (zm. 2014)
- 13 lipca – Alberto Ascari, kierowca zespołu Ferrari (zm. 1955)
- 14 lipca:
  - Ingmar Bergman, szwedzki reżyser filmowy, teatralny i operowy (zm. 2007)
  - Jay Wright Forrester, amerykański inżynier elektryk i ekspert od zarządzania (zm. 2016)
  - Stanisław Igar, polski aktor (zm. 1987)
- 15 lipca:
  - Bertram Brockhouse, kanadyjski fizyk, laureat Nagrody Nobla (zm. 2003)
  - Jan Czarny, polski poeta, prozaik, tłumacz (zm. 1985)
  - Knut Holmqvist, szwedzki strzelec sportowy (zm. 2000)
  - Brenda Milner, brytyjsko-kanadyjska neuropsycholog
  - Michał Nadel, polski adwokat, działacz społeczności żydowskiej (zm. 2014)
  - Lidia Zamkow, polska aktorka, reżyserka (zm. 1982)
- 16 lipca – Alfons Tomke, polski działacz Związku Polaków w Niemczech
- 18 lipca – Nelson Mandela, prezydent RPA, jeden z przywódców ruchu przeciw apartheidowi, laureat pokojowej nagrody Nobla (zm. 2013)
- 23 lipca – Alicja Barska, polska aktorka (zm. 2011)
- 26 lipca – Marjorie Lord, amerykańska aktorka (zm. 2015)
- 28 lipca – Albert George Wilson, amerykański astronom i matematyk (zm. 2012)
- 30 lipca – Adam Czarnowski, polski dziennikarz, działacz turystyczny, krajoznawca, fotografik i kolekcjoner (zm. 2010)
- 31 lipca – Paul Delos Boyer, amerykański biochemik, laureat Nagrody Nobla (zm. 2018)
- 1 sierpnia – Artur Brauner, polski producent filmowy pochodzenia żydowskiego (zm. 2019)
- 11 sierpnia – Jerzy Morawski, polski działacz państwowy i partyjny (zm. 2012)
- 13 sierpnia – Frederick Sanger, biochemik angielski, dwukrotny laureat Nagrody Nobla (zm. 2013)
- 15 sierpnia – Alicja Sobieraj, polska aktorka (zm. 1987)
- 20 sierpnia – Wanda Kamińska, polska taterniczka (zm. 2013)
- 23 sierpnia – Anna Mani, indyjska fizyk, meteorolog (zm. 2001)
- 25 sierpnia – Leonard Bernstein, amerykański kompozytor (zm. 1990)
- 26 sierpnia:
  - Hutton Gibson, amerykański pisarz (zm. 2020)
  - Katherine Johnson, amerykańska matematyczka (zm. 2020)
- 29 sierpnia – Czesław Michniak, polski pisarz (zm. 2012)
- 1 września – Siergiej Tichwinski, rosyjski historyk, sinolog, funkcjonariusz służb specjalnych, dyplomata (zm. 2018)
- 3 września – Helen Wagner, amerykańska aktorka (zm. 2010)
- 7 września – Stanisław Gosławski, polski rzeźbiarz (zm. 2008)
- 8 września – Derek Barton, chemik brytyjski, laureat Nagrody Nobla (zm. 1998)
- 9 września – Oscar Luigi Scalfaro, włoski polityk (zm. 2012)
- 10 września – Anna Bidwell, polska tłumaczka (zm. 1993)
- 14 września – Kazimierz Iwiński, polski aktor (zm. 2012)
- 16 września:
  - Zdzisław Gomoła, polski polityk, poseł na Sejm PRL (zm. 1977)
  - Władysław Kędra, polski pianista, pedagog (zm. 1968)
- 17 września – Chaim Herzog, prezydent Izraela (zm. 1997)
- 20 września:
  - Zygmunt Błażejewicz, żołnierz polskiego podziemia niepodległościowego (zm. 2017)
  - Helena Madurowicz-Urbańska, polska historyk (zm. 2008)
- 22 września:
  - Charles Duncan Michener, amerykański entomolog (zm. 2015)
  - Henryk Szeryng, polski skrzypek mieszkający na stałe w Meksyku (zm. 1988)
- 24 września – Richard Hoggart, brytyjski literaturoznawca, kulturoznawca, socjolog (zm. 2014)
- 27 września – Martin Ryle, brytyjski fizyk i astronom, laureat Nagrody Nobla (zm. 1984)
- 30 września – Giovanni Canestri, włoski duchowny katolicki, kardynał (zm. 2015)
- 3 października – Milton Gordon, amerykański socjolog (zm. 2019)
- 4 października:
  - Giovanni Cheli, włoski duchowny katolicki, kardynał (zm. 2013)
  - Ken’ichi Fukui, japoński chemik, noblista (zm. 1998)
- 8 października – Jens Christian Skou, duński chemik, laureat Nagrody Nobla w 1997 roku za odkrycie pompy sodowo-potasowej (zm. 2018)
- 9 października – Bebo Valdés, kubański pianista, kompozytor i aranżer (zm. 2013)
- 13 października – Jack MacGowran, irlandzki aktor (zm. 1973)
- 14 października – Thelma Coyne Long, australijska tenisistka (zm. 2015)
- 16 października:
  - Louis Althusser, francuski filozof marksistowski (zm. 1990)
  - Alicja Czerkawska, polska działaczka niepodległościowa (zm. 2008)
- 17 października – Rita Hayworth, amerykańska aktorka pochodzenia hiszpańskiego i irlandzkiego (zm. 1987)
- 18 października:
  - Konstandinos Mitsotakis, grecki polityk, premier Grecji (zm. 2017)
  - Erik Nylén, szwedzki archeolog (zm. 2017)
- 19 października – Jan Pronk, holenderski kolarz (zm. 2016)
- 21 października – Bohdan Bartosiewicz, polski koszykarz i siatkarz (zm. 2015)
- 26 października – Eric Ericson, szwedzki dyrygent chóralny i pedagog (zm. 2013)
- 27 października:
  - Gérard Tremblay, kanadyjski duchowny katolicki (zm. 2019)
  - Teresa Wright, amerykańska aktorka (zm. 2005)
- 29 października:
  - Paweł Hertz, polski poeta, eseista, tłumacz, wydawca (zm. 2001)
  - Diana Serra Cary, amerykańska aktorka dziecięca okresu filmu niemego (zm. 2020)
- 30 października – Jan Leś, polski polityk PZPR (zm. ?)
- 31 października:
  - Andrzej Krasicki, polski aktor (zm. 1996)
  - Ian Stevenson, amerykański profesor psychiatrii, parapsycholog (zm. 2007)
- 1 listopada – Joachim Gürtler, polski kleryk rzymskokatolicki (zm. 1942)[5]
- 3 listopada – Russell Billiu Long, amerykański polityk, senator ze stanu Luizjana (zm. 2003)
- 7 listopada – Billy Graham, amerykański ewangelista, doradca kilku prezydentów USA (zm. 2018)
- 8 listopada – Hermann Zapf, niemiecki projektant czcionek (zm. 2015)
- 9 listopada – Spiro T. Agnew, amerykański polityk (zm. 1996)
- 10 listopada – Ernst Fischer, niemiecki chemik, laureat Nagrody Nobla (zm. 2007)
- 14 listopada – Stanisław Adamczyk, polski rolnik i działacz związkowy (zm. 2016)
- 17 listopada – Jeannie Ebner, austriacka pisarka (zm. 2004)
- 18 listopada:
  - Danuta Sokolnicka, polska jubilerka, złotniczka, pierwsza w Polsce kobieta z tytułem mistrza złotnictwa (zm. 1989)
- 19 listopada – Władysław Jędruszuk, polski duchowny katolicki, biskup drohiczyński (zm. 1994)
- 22 listopada:
  - Regina C. Elandt-Johnson, polska matematyczka (zm. 2011)
  - Jerzy Jabrzemski, polski dziennikarz (zm. 2013)
  - Anna Lechicka-Kuśniewicz, polska publicystka i satyryk (zm. 2002)
  - Claiborne Pell, amerykański polityk, senator ze stanu Rhode Island (zm. 2009)
  - Karol Emanuel Cecilio Rodríguez Santiago, działacz katolicki, pierwszy portorykański błogosławiony (zm. 1963)
- 23 listopada – Kazimierz Winkler, polski poeta (zm. 2014)
- 24 listopada – Jerzy Tomziński, polski duchowny rzymskokatolicki (zm. 2021)
- 26 listopada:
  - Patricio Aylwin, prezydent Chile (zm. 2016)
  - Leopold Kozłowski, polski pianista, kompozytor i dyrygent (zm. 2019)
  - Huber Matos, kubański polityk (zm. 2014)
- 27 listopada – Borys Paton, ukraiński uczony (zm. 2020)
- 30 listopada – Efrem Zimbalist Jr., amerykański aktor (zm. 2014)
- 5 grudnia – Jerzy Hajdukiewicz, polski lekarz, wspinacz, działacz turystyczny (zm. 1989)
- 9 grudnia – Helena Grzegorczyk, polska Sprawiedliwa wśród Narodów Świata (zm. 1985)
- 11 grudnia – Aleksandr Sołżenicyn, rosyjski pisarz (zm. 2008)
- 12 grudnia – Harry Igor Ansoff, rosyjski ekonomista (zm. 2002)
- 13 grudnia – Mirosláv Cipro, czeski filozof, wykładowca akademicki (zm. 2003)
- 15 grudnia – Maria Jarochowska, polska dziennikarka, reportażystka i pisarka (zm. 1975)
- 17 grudnia – Dusty Anderson, amerykańska aktorka (zm. 2007)
- 18 grudnia – Wilhelmina Skulska-Kruczkowska, polska dziennikarka i publicystka (zm. 1998)
- 21 grudnia – Kurt Waldheim, austriacki polityk i dyplomata, sekretarz generalny ONZ i prezydent federalny Austrii (zm. 2007)
- 23 grudnia – Helmut Schmidt, niemiecki polityk (zm. 2015)
- 25 grudnia:
  - Anwar as-Sadat, egipski polityk, laureat Nagrody Nobla (zm. 1981)
  - Tamara Smirnowa, rosyjska astronom (zm. 2001)
- data dzienna nieznana: 
  - Nikołaj Komarow, radziecki działacz państwowy i partyjny (zm. 2007)
  - Ewelina Szyszko, polska polityk i działaczka społeczna (zm. 2001)

## Zmarli
- 6 stycznia – Georg Cantor, matematyk (ur. 1845)
- 8 stycznia – Heinrich Buz, niemiecki inżynier i konstruktor, twórca potęgi zakładów MAN w Augsburgu (ur. 1833)
- 10 stycznia – María Dolores Rodríguez Sopeña Ortega, hiszpańska błogosławiona katolicka (ur. 1848)
- 26 stycznia – Ludwig Edinger, niemiecki anatom i neurolog, współzałożyciel Uniwersytetu we Frankfurcie nad Menem (ur. 1855)
- 6 lutego – Gustav Klimt, austriacki malarz (ur. 1862)
- 10 lutego – Ernesto Teodoro Moneta, włoski polityk i publicysta, laureat pokojowej Nagrody Nobla (ur. 1833)
- 18 lutego – Friederike Kronau, niemiecko-austriacka aktorka (ur. 1841)
- 21 lutego – Juliusz Leo, prezydent miasta Krakowa (ur. 1861)
- 23 lutego – Noman Çelebicihan, krymskotatarski polityk (ur. 1885)
- 27 lutego – Wasilij Safonow, rosyjski pianista, dyrygent i pedagog (ur. 1852)
- 9 marca – Frank Wedekind, niemiecki pisarz i aktor (ur. 1864)
- 13 marca – Cezar Cui, rosyjski kompozytor (ur. 1835)
- 24 marca – Władysław Ślewiński, polski malarz (ur. 1856)
- 25 marca – Claude Debussy, francuski kompozytor (ur. 1862)
- 1 kwietnia – Bruno Sogalla, lekarz, radny (ur. 1865)[6]
- 5 kwietnia – Jerzy Tupou II, król Tonga (ur. 1874)
- 8 kwietnia – Lucjan Rydel, polski poeta i dramatopisarz (ur. 1870)
- 13 kwietnia – Ławr Korniłow, przywódca białogwardzistów (ur. 1870)
- 20 kwietnia – Karl Ferdinand Braun, niemiecki fizyk, laureat Nagrody Nobla (ur. 1850)
- 21 kwietnia – Manfred von Richthofen, as lotnictwa niemieckiego z okresu I wojny światowej (ur. 1892)
- 23 kwietnia – Marian Lutosławski, polski inżynier i wynalazca, pionier zastosowania żelbetonu w budownictwie oraz budowniczy pierwszej na świecie elektrowni napędzanej silnikiem Diesla (ur. 1871)
- 28 kwietnia – Gavrilo Princip, serbski zamachowiec, który dokonał udanego zamachu na austriackiego następcę tronu arcyksięcia Franciszka Ferdynanda i jego małżonkę Zofię von Chotek (ur. 1894)
- 14 maja – James Gordon Bennett Jr., amerykański dziennikarz i wydawca prasowy, entuzjasta sportu (ur. 1841)
- 17 maja – Bronisław Piłsudski, polski zesłaniec, etnograf, zajmujący się ludami i kulturami Dalekiego Wschodu (ur. 1866)
- 18 maja – Blandyna Merten, niemiecka urszulanka, błogosławiona katolicka (ur. 1883)
- 30 maja – Gieorgij Plechanow, rosyjski rewolucjonista i marksista (ur. 1856)
- 10 czerwca – Arrigo Boito, włoski kompozytor, librecista, poeta i pisarz, syn hr. J. Radolińskiej (ur. 1842)
- 12 czerwca
  - Bolesław Leszczyński, polski aktor teatralny (ur. 1837)
  - Anna Tomaszewicz-Dobrska, polska lekarka chorób kobiecych i pediatra (ur. 1854)
- 21 czerwca – Edward Abramowski, polski filozof, socjolog i psycholog (ur. 1868)
- 3 lipca – Mehmed V, sułtan Imperium osmańskiego (ur. 1844)
- 17 lipca – rodzina carska: Mikołaj II Romanow (ur. 1868), Aleksandra Romanowa (ur. 1872), Olga Romanowa (ur. 1895), Tatiana Romanowa (ur. 1897), Maria Romanowa (ur. 1899), Anastazja Romanowa (ur. 1901), Aleksy Romanow (ur. 1904)
- 31 lipca:
  - Frank Linke-Crawford, austriacki pilot, as lotnictwa austro-węgierskiego (ur. 1893)
  - Wanda Ossoria-Dobiecka, polska śpiewaczka (ur. prawd. 1864)
- 2 sierpnia – Gyula Dőri, węgierski taternik (ur. 1864)
- 9 sierpnia – Marianna Cope, założycielka Zgromadzenia Sióstr Niepokalanego Poczęcia Misjonarek Nauczania, opiekunka trędowatych (ur. 1838)
- 22 sierpnia – Korbinian Brodmann, niemiecki lekarz-neurolog, twórca podziału cytoarchitektonicznego mózgu "Brodmanna"
- 12 września – George Reid, australijski prawnik i polityk, premier Australii (ur. 1845)
- 28 września – Georg Simmel, niemiecki socjolog i filozof (ur. 1858)
- 2 października – John Barnett, australijski rugbysta, medalista olimpijski (ur. 1880)
- 5 października – Roland Garros, francuski lotnik (ur. 1888)
- 7 października – Giuseppe Toniolo, włoski ekonomista, błogosławiony katolicki (ur. 1845)
- 8 października – Michaił Aleksiejew, rosyjski generał, dowódca antybolszewickiej Armii Ochotniczej; zabity przez bolszewików (ur. 1857)
- 9 października – Raymond Duchamp-Villon, francuski rzeźbiarz, przedstawiciel kubizmu (ur. 1876)
- 10 października – Maria Katarzyna Irigoyen Echegaray, hiszpańska zakonnica, błogosławiona katolicka (ur. 1848)
- 15 października – Shirdi Sai Baba, indyjski guru i fakir (ur. prawd. 1838)
- 18 października:
  - Daudi Okelo, ugandyjski męczennik, błogosławiony katolicki (ur. ok. 1902)
  - Jildo Irwa, ugandyjski męczennik, błogosławiony katolicki (ur. ok. 1906)
- 31 października – Egon Schiele, austriacki malarz i grafik (ur. 1890)
- 3 listopada – Aleksandr Lapunow, rosyjski matematyk (ur. 1857)
- 9 listopada – Guillaume Apollinaire (właśc. Wilhelm Apolinaris Kostrowicki), francuski poeta (ur. 1880)
- 11 listopada:
  - Stanisław Nehrebecki, żołnierz Legionów Polskich, obrońca Lwowa, kawaler Virtuti Militari (ur. 1896)
  - Wrócisław Smoleński, podchorąży Wojska Polskiego, działacz niepodległościowy, kawaler Orderu Virtuti Militari (ur. 1896)
- 11 grudnia – Ivan Cankar, słoweński pisarz (ur. 1876)
- 19 grudnia – Gustaw Josephy, niemiecki fabrykant i przedsiębiorca (ur. 1855)

## Zdarzenia astronomiczne
- 8 czerwca – całkowite zaćmienie Słońca

## Nagrody Nobla
- z fizyki – Max Planck
- z chemii – Fritz Haber
- z medycyny – nagrody nie przyznano
- z literatury – nagrody nie przyznano
- nagroda pokojowa – nagrody nie przyznano

## Święta ruchome
- Tłusty czwartek: 7 lutego
- Ostatki: 12 lutego
- Popielec: 13 lutego
- Niedziela Palmowa: 24 marca
- Pamiątka śmierci Jezusa Chrystusa: 26 marca
- Wielki Czwartek: 28 marca
- Wielki Piątek: 29 marca
- Wielka Sobota: 30 marca
- Wielkanoc: 31 marca
- Poniedziałek Wielkanocny: 1 kwietnia
- Wniebowstąpienie Pańskie: 9 maja
- Zesłanie Ducha Świętego: 19 maja
- Boże Ciało: 30 maja